# William Knapp House
Pour les articles homonymes, voir Knapp.
 (mars 2020).
La William Knapp House est une maison américaine située dans le comté de Cuyahoga, dans l'Ohio. Protégée au sein du parc national de Cuyahoga Valley, elle est inscrite au Registre national des lieux historiques depuis le 19 mars 1979.